# Michael Fuchs (Philosoph)
Michael Fuchs (* 11. Oktober 1962 in Duisburg) ist ein deutscher Philosoph.

## Leben
Nach dem Abitur 1982 am Max-Ernst-Gymnasium Brühl studierte er von 1982 bis 1990 Philosophie, katholische Theologie, Germanistik und Erziehungswissenschaften in Bonn, Toulouse und Köln. Von 1988 bis 1993 war er Tutor, wissenschaftliche Hilfskraft und Mitarbeiter am Philosophischen Seminar der Universität Bonn. 1994 wurde er geschäftsführender Wissenschaftlicher Assistent am Institut für Wissenschaft und Ethik an der Universität Bonn. Von 1997 bis 2015 war er Geschäftsführer des Instituts für Wissenschaft und Ethik. Von 2000 bis 2012 vertrat er den IWE im Board of Directors der European Association of Centres of Medical Ethics (EACME). Von 2000 bis 2013 war er Projektleiter verschiedener Studien zum Bereich der Bioethik und der Forschungsethik für die DFG, BMBF und EU-Kommission. 2001 war er Experte für den Deutschen Bundestag zum Thema Moralischer Dissens in der Bioethik. Nach Habilitation 2013 für das Fach Philosophie an der Philosophischen Fakultät der Universität Bonn ist er seit 2013 kooperierender Experte für den Europarat für das Thema Ethical issues in emerging technologies. Seit Oktober 2015 lehrt er als Universitätsprofessor für Praktische Philosophie/Ethik der KU Linz.
Mit 1. Oktober 2024 folgte er Christoph Niemand als Rektor der Katholischen Privat-Universität Linz nach.
Seine Forschungsschwerpunkte sind allgemeine Ethik, Wissenschaftsethik, Bio- und Medizinethik, Wissenschaftsphilosophie, Ontologie, Sprachphilosophie und Philosophie des lateinischen Mittelalters.

## Schriften (Auswahl)
- Zeichen und Wissen. Untersuchungen zum Verhältnis der Zeichentheorie zur Theorie des Wissens und der Wissenschaften im dreizehnten Jahrhundert (= Beiträge zur Geschichte der Philosophie und Theologie des Mittelalters. Neue Folge. Band 51). Aschendorff, Münster 1999, ISBN 3-402-04002-6 (zugleich Dissertation, Bonn 1997).
- mit Dirk Lanzerath, Ingo Hillebrand, Thomas Runkel, Magdalena Balcerak und B. Schmitz: Enhancement. Die ethische Diskussion über biomedizinische Verbesserungen des Menschen (= DRZE-Sachstandsbericht. Nummer 1). DRZE, Bonn 2002, ISBN 3-00-010038-5.
- Nationale Ethikräte. Hintergründe, Funktionen und Arbeitsweisen im Vergleich. Nationaler Ethikrat, Berlin 2005, OCLC 718323892.
- National ethics councils. Their backgrounds, functions and modes of operation compared. Nationaler Ethikrat, Berlin 2005, OCLC 718640088.
- Widerstreit und Kompromiß. Wege des Umgangs mit moralischem Dissens in bioethischen Beratungsgremien und Foren der Urteilsbildung (= Forschungsbeiträge des Instituts für Wissenschaft und Ethik. Band A4). IWE, Bonn 2006, ISBN 3-936020-03-5.
- mit Thomas Heinemann, Bert Heinrichs, Dietmar Hübner, Jens Kipper, Kathrin Rottländer, Thomas Runkel, Tade Matthias Spranger, Verena Vermeulen und Moritz Völker-Albert: Forschungsethik. Eine Einführung. Verlag J. B. Metzler, Stuttgart/Weimar 2010, ISBN 978-3-476-02249-3.
- mit Christopher Baum und Gunnar Duttge: Gentherapie. Medizinisch-naturwissenschaftliche, rechtliche und ethische Aspekte (= Ethik in den Biowissenschaften. Sachstandsberichte des DRZE. Nummer 15). Alber, Freiburg/München 2013, ISBN 3-495-48593-7.
- mit Lara Hönings: Sterbehilfe und selbstbestimmtes Sterben – Zur Diskussion in Mittel- und Westeuropa, den USA, Kanada und Australien (= Eine Veröffentlichung der Konrad-Adenauer-Stiftung e.V.). Konrad-Adenauer-Stiftung, Sankt Augustin/Berlin 2014, ISBN 978-3-95721-079-1.
- Prinzipien der Individuation. Über das relationale Einzelsein der Lebewesen. mentis, Münster 2015, ISBN 3-95743-037-2 (zugleich Habilitationsschrift, Bonn 2012).